# 東廣島車站
東廣島車站（日语：／ Higashi-hiroshima eki */?）是一個位於日本廣島縣東廣島市三永1丁目，由西日本旅客鐵道（JR西日本）所經營的鐵路車站。東廣島車站是JR西日本所屬的山陽新幹線之沿線車站之一，與同屬山陽新幹線的新尾道同樣，東廣島也是一個請願車站，為地方自治體請求設立，並全權負擔建設費用所建設的車站。
由於車站本身僅有新幹線路線通過，再加上與最靠近的在來線車站（山陽本線西車站）之間尚有約7公里半小時的轉車需時，轉車不便，只能靠公車與自行駕車往返車站與東廣島市內各處。在1997年11月的列車時刻表大修正時，原本有停靠東廣島的光號（ひかり）列車不再停靠本站，只留每站皆停車的回聲號（こだま）負責接駁，之後僅恢復早晨及夜間少數光號班次停靠，使得原本利用率已頗為低靡的狀況更是雪上加霜。其每日1,207人的平均利用率（2006年度平均），是山陽新幹線沿線諸站中排名倒數第三，在運量上僅僅優於倒數第一的厚狹與倒數第二的新岩國。

## 車站結構
對向式月台2面2線的高架車站。上下線月台間設有4線，內側2線為上下通過線。

### 月台配置
| 月台 | 路線       | 方向 | 目的地           |
| ---- | ---------- | ---- | ---------------- |
| 1    | 山陽新幹線 | 下行 | 廣島、博多方向   |
| 2    | 山陽新幹線 | 上行 | 岡山、新大阪方向 |

## 相鄰車站
西日本旅客鐵道
山陽新幹線
三原－東廣島－廣島
34°23′21″N 132°45′35″E / 34.38917°N 132.75972°E